# (36044) 1999 RA10
1999 RA10 (asteroide 36044) é um asteroide da cintura principal. Possui uma excentricidade de 0.08253410 e uma inclinação de 0.66497º.
Este asteroide foi descoberto no dia 7 de setembro de 1999 por Spacewatch em Kitt Peak.